# ثيلما مادرايغال
ثيلما مادرايغال (بالإسبانية: Thelma Madrigal)‏ هي عارضة وممثلة مكسيكية، ولدت في 31 ديسمبر 1984 في مدينة مكسيكو في المكسيك.

## وصلات خارجية
- ثيلما مادرايغال على موقع IMDb (الإنجليزية)
- ثيلما مادرايغال على موقع قاعدة بيانات الفيلم (الإنجليزية)